# آب‌انبار مجموعه سلطان شکربار
آب‌انبار مجموعه سلطان شکربار مربوط به دوره تیموریان است و در شهرستان خواف، بخش سنگان، روستای سنگان پائین واقع شده و این اثر در تاریخ ۲۴ فروردین ۱۳۸۲ با شمارهٔ ثبت ۸۲۶۸ به‌عنوان یکی از آثار ملی ایران به ثبت رسیده است.